# مسجد جامع زاوقان
مسجد جامع زاوقان مربوط به دوره ایلخانی است و در سمنان، محله زاوقان، مابین مزارع و باغات واقع شده و این اثر در تاریخ ۲۵ خرداد ۱۳۸۱ با شمارهٔ ثبت ۵۸۲۶ به‌عنوان یکی از آثار ملی ایران به ثبت رسیده است.

اين مسجد در شمال محله زاوقان سمنان  در ميان باغ های سرسبز واقع شده است. اين مسجد که از بناهای قرن دوم هجری و مربوط به دوره تسلط علويان در اين سرزمين است . به همت سيد ضياءالدين محمد فرزند و جانشين سيد ضياءالدين علی صالح پسر عبيدالله بن حسين اصغر بن امام زين العابدين (ع) بنا شده است . مصالح ساختمانی که در اين مسجد به کار رفته آجر , گچ ,سنگ و خشت خام است . مسجد جامع زاوغان شامل ايوانی بلند است که ارتفاع آن بيش از ده متر است و رو به مشرق قرار دارد. ايوان اين مسجد خراب شده است اما آنچه از اين مسجد باقي مانده است قوس بلند ايوان و تزئينات آجري با مربع هاي کوچک و بزرگ تو در تو مي باشد.